# Stała Sierpińskiego
Stała Sierpińskiego – stała matematyczna oznaczana na ogół jako K, którą można zdefiniować jako granicę:
{\displaystyle K=\lim _{n\to \infty }\left[\sum _{k=1}^{n}{\frac {r_{2}(k)}{k}}-\pi \ln n\right]}
gdzie {\displaystyle r_{2}(k)} wyraża, na ile sposobów można przedstawić {\displaystyle k} jako {\displaystyle a^{2}+b^{2}} dla {\displaystyle a} i {\displaystyle b} naturalnych.
Jej przybliżona wartość wynosi:
{\displaystyle K} ≈ 2,58498 17595 79253 21706 58935...